# جون تشيستر
جون تشيستر (بالإنجليزية: John Chester)‏ هو سياسي أمريكي، ولد في 1749.